# جوديث فايسه
جوديث فايسه (ولدت في 30 يناير 1971 في لودنشايد) هي مديرة ألمانية. كانت عضوًا في مجلس الإدارة ومدير العمل في شركة سيمنز منذ أكتوبر 2020.

## حياتها المهنية
حاصلة على درجة الماجستير في إدارة الأعمال في مجالات الموارد البشرية والاقتصاد. درست الاقتصاد في مدرسة روتردام الدولية وجامعة دويسبورغ. قبل الانتقال إلى سيمنز، عملت في شركة مارس للأغذية في وظائف مختلفة لمدة 19 عامًا. في عام 2017، انتقلت إلى المجموعة الهولندية DSM كرئيسة للموارد البشرية. 

## روابط خارجية
- السيرة الذاتية لجوديث ويس في شركة سيمنز